# تيسير الجعبري
تيسير محمود محمد الجعبري (أبو محمود؛ 18 يناير 1972 – 5 أغسطس 2022)، هو قائدٌ عسكريٌ فلسطيني، يُعرف بأنه القيادي العسكري الثاني في سرايا القدس، إذ تولى منصب قائد منطقة غزة وشمال قطاع غزة في سرايا القدس منذ 17 نوفمبر 2019 وحتى اغتياله، وذلك خلفًا لبهاء أبو العطا الذي اغتالته إسرائيل في 12 نوفمبر 2019.

## حياته
وُلد تيسير محمود محمد الجعبري في 18 يناير/كانون الثاني 1972 م، وهو من سكان حي الشجاعية في مدينة غزة. كان رئيسًا لفرع عمليات سرايا القدس قبل أن يصبح قائدًا لغزة والشمال في نوفمبر 2019. حاولت إسرائيل اغتياله عدة مرات، وذلك في حرب غزة عامي 2012 و2014، حيث أعلن الجيش الإسرائيلي في بيانٍ له بتاريخ 20 نوفمبر 2012 أثناء الحرب على غزة عام 2012 بأنَّ المستهدف الثاني هو «تيسير محمود محمد الجعبري، من مواليد عام 1972، ومن سكان حي الشجاعية، هو عضوٌ في المجلس العسكري الأعلى في الجهاد الإسلامي ورئيس فرع العمليات فيه، وشارك في عمليات إطلاق صواريخ وهجمات ضد الجيش الإسرئيلي وهو مسؤول تدريب ويلقى على مسؤوليته توزيع مهام لتنفيذ هجمات عسكرية».

## الاغتيال
في عصر يوم الجمعة 5 أغسطس 2022، أفادت هيئة البث الإسرائيلية بأن القوات الإسرائيلية اغتالت الجعبري في عملية عسكرية مُفاجِئة وواسعة لها على مدينة غزة، وهو ما أكده الناطق الرسمي باسم حركة الجهاد الإسلامي.
وبعد ساعات من اغتيال الجعبري، اغتالت إسرائيل القيادي خالد منصور قائد المنطقة الجنوبية في سرايا القدس.